# Evangeli de Bernabé
L'evangeli de Barnabé és un evangeli apòcrif que s'atribueix a Bernabé apòstol i al que es fa referència en alguns texts antics. El Decret Gelasianum del segle vi el cita entre els apòcrifs. No s'ha de confondre aquest text amb un altre molt posterior anomenat evangeli de Bartomeu de finals del segle xvi o principis del segle xvii.

## Autor
El seu autor és un musulmà de finals de l'edat mitjana o començaments de l'edat moderna. També algun autor veu una possible venjança des d'una hipotètica condició de convers, ofereix un text «evangèlic» compost amb finalitats proselitistes com tasca estrictament individual. Mikel de Epalza va ser el primer que va plantejar no ja un autor, sinó tot un mitjà intel·lectual: el dels moriscs de Granada a la fi del segle xvi, embolicats en l'assumpte dels Llibres plumbis del Sacromonte.

## Diferències amb els evangelis canònics
Segons alguns investigadors el text fou redactat per un morisc espanyol amb coneixements bàsics tant de l'islam com del cristianisme. La finalitat del text és adaptar la versió del cristianisme a la visió islàmica de Jesús. Així, el mateix fill de Maria reconeixeria reiteradament que ell no és el Messies esperat. En aquesta versió tampoc Jesús és crucificat, sinó que en el seu lloc ho serà Judes Iscariot, raó per la qual no hi ha resurrecció en el relat.

## Versions
Mentre que a Holanda i Prússia circulava un manuscrit del text en italià, ple de notes en àrab al marge, a Gran Bretanya es coneixia un manuscrit en espanyol del mateix text, que és utilitzat George Sale en el pròleg de la seva traducció de l'Alcorà del 1734. Mentre que el text italià passarà posteriorment a la Biblioteca Nacional d'Àustria, on avui es troba (Cod. 2662), el text espanyol ha desaparegut, sense que es conegui el seu parador. Afortunadament, el 1976 es va descobrir a la Universitat de Sydney una còpia parcial del text, realitzada en el mateix segle xviii. A aquesta còpia li falten els capítols 121-200, així com alguns paràgrafs a la part final del text. El text espanyol de l'Evangeli de Bernabé apareix esmentat en un manuscrit morisc compost en castellà a Tunísia cap a 1634.
Recentment a Turquia l'any 2000 s'ha descobert un manuscrit escrit en arameu.

## Versió espanyola
Una de les característiques més destacades del manuscrit espanyol és que porta un pròleg del que no té el manuscrit italià, en ell un monjo - Fra Marí - proper al Papa Sixt V ens narra com va venir a trobar l'Evangeli de Bernabé en la mateixa biblioteca papal. Un dia que aquest es va quedar adormit després d'una conversa, Fra Marí va ensopegar a la Biblioteca amb el llibre, que no va dubtar a furtar i llegir. Aquesta lectura li va fer canviar de fe. Aquest pròleg s'intenta envoltar d'algunes circumstàncies històriques com l'existència del Papa Sixt V i mencions a les grans famílies Orsini i Colonna o l'actuació de la Inquisició. Possiblement aquest Fra Marí amaga el veritable autor del text un personatge històric Fra Marc Marini, expert en l'antic targum jueu.
La seva difusió no va ser mai coneguda a Espanya, però al nord d'Àfrica en el segle xvii si que es va llegir entre els moriscs espanyols allà exiliats i que es presentava com un nou evangeli escrit a més per algú que la tomba es venera a Xipre i que és el patró de l'illa, Sant Bernabé. Les semblances entre els llibres plumbis i Bernabé són nombroses i més que evidents, tant en els seus missatges islàmics com al seu revestiment de descobriments fortuïts, el fet que els llibres de Granada anunciessin finalment un evangeli verídic els fan esdevenir un mitjà ideal perquè un text com l'Evangeli de Bernabé pogués ser creat.
En el text s'hi troben nombrosos errors geogràfics com per exemple quan es fa referència al "port de Natzarè".

## Text arameu
El llibre hauria estat descobert l'any 2000 i ha estat mantingut en secret al Museu Etnogràfic d'Ankara. El llibre, fet en cuir tractat i escrit en un dialecte de l'arameu, l'idioma de Jesucrist, té pàgines negres, a causa de l'acció del temps.